# Бабатаг
Бабатаг (на узбекски: Bobotogʻ; на руски: Бабатаг) е планински хребет, южно разклонение на Хисарския хребет, част от планинската система на Хисаро-Алай, разположен на териториите на Узбекистан и Таджикистан. Простира се от север на юг на протежение от 125 km, като на север се свързва с Хисарския хребет, а на юг завършва на десния бряг на река Амударя. На изток склоновете му се спускат към долината на река Кафирниган, а на запад към долината на река Сурхандаря (десни притоци на Амударя). Изграден е основно от варовици със силно развити карстови форми. Максимална височина връх Заркаса 2290 m (37°59′05″ с. ш. 68°10′04″ и. д. / 37.984722° с. ш. 68.167778° и. д.), разположен в средната му част, на узбекска територия. Склоновете му са покрити с полупустинна и ксерофитна растителност, на места с малки горички от шамфъстък.

## Топографска карта
- J-42-А М 1:500000[2]
- J-42-В М 1:500000[3]